# Бостан (Кербулацький район)
Боста́н (каз. Бостан) — село у складі Кербулацького району Жетисуської області Казахстану. Входить до складу Талдибулацького сільського округу.
Населення — 557 осіб (2021; 743 у 2009, 763 у 1999, 741 у 1989).